# Endless Space
Az Endless Space egy körökre osztott, számítógépes, stratégiai, 4X, sci-fi játék, amit az Amplitude Studios fejlesztett. A játék 2012. július 4-én jelent meg Windows, majd 2012. augusztus 31-én OS X operációs rendszerre.
Az i. sz. 3000-ben játszódó stratégiai játékban a játékos 9 egyedi frakció egyikét vagy egy maga által összeállított frakciót irányít, amelynek a célja, hogy a többi játékos előtt elérje a játék egyik győzelmi feltételét. A véletlenszerűen előállított galaxisban a játékosok négy alapforrás (élelem, ipar, por és tudomány) termelésével új bolygókat kolonizálhatnak, meglevő csillagrendszereiket fejleszthetik, új technológiákat fejleszthetnek ki háborúzhatnak a többi frakcióval.
A játék a számítógép ellen és többjátékos üzemmódban mások ellen is játszható.
Az Endless Space háttértörténetéből a játék két fontos mozzanatára derül fény: (1) a játék címében is szereplő Endlessek egy ősi űrjáró faj, akik után mára leginkább technológiájuk darabjai és épületeik romjai maradtak. (2) A nanorobotokból álló por az ő találmányuk, amelynek irányítása és felhasználása az új űrjáró fajok számára is fontos.

## Játékmenet
Egy játékban legfeljebb 8 játékos vagy a számítógép által irányított frakció szerepelhet. Mindenki először választ egyet a rendelkezésre álló 12 frakció közül vagy saját frakciót készít az egyedire szabás lehetőségével. A véletlenszerűen előállított galaxis méretét (5 fokozat), korát (fiatal, normális és öreg) és alakját állíthatjuk be. Minden frakció a neki megfelelő közepes bolygón kezd egy kolonizáló hajóval és egy felfedezőhajóval.

A naprendszerekben négy erőforrás termelésével fejlődhetünk. Az élelem meghatározza a fenntartható populáció méretét és a növekedését. Az ipari termelés lehetővé teszi űrhajók és rendszerfejlesztések építését. Ez a két erőforrás egy adott rendszer lehetőségeit adja meg. A technológiai haladás (tudomány) és a Por termelés az egész birodalomban összeadódik. A tudomány segítségével új technológiákat fejleszthetünk ki. A Por segítségével tartjuk fent a meglevő épületeinket, gyorsíthatjuk az építkezést, fizetjük ki a hősöket és növelik képességeiket.

A galaxisban a rendszereket összekötő féregjáratok mentén közlekedhetünk (megfelelő technikával az utaktól függetlenedhetünk).

A többi civilizációval találkozva azok flottáit és bolygóit megtámadhatjuk vagy velük kereskedhetünk, sőt szövetségre is léphetünk velük.

### Frakciók
A frakció határozza meg az adott játékos űrhajóinak kinézetét és az extra képességeit, amelyekben a kezdetek során eltér a többi játékostól. Ezek negatív és pozitív tulajdonságok, amelyek befolyásolják a nyersanyagképzést, az űrcsatákat és inváziót, az űrhajók lehetőségeit és bizonyos diplomáciai lehetőségeket és korlátokat. A frakció határozza meg a játékos kezdeti bolygójának fajtáját, illetve a kezdő technológiáit.
A játék kiadásakor 8 frakció közül lehetett választani. Az Automatákat egy ingyenes kiegészítőben adták a játékhoz. A Harmónia frakció a Diszharmónia fizetős kiegészítővel lett választható. A Sheredyn frakció sokáig teljesen megegyezett az Egyesült Birodalom frakcióval és a játék Emperor változatában szerepelt csak. Az 1.0.87-es frissítéssel kapott saját egyedi tulajdonságokat ez a frakció. A Vaulter frakciót később helyezték a játékba a fejlesztő cég más játékainak történetéből.

Amőba: Az Endless-ek kései protoplazma formájú leszármazottjai. Az egész galaxis térképének ismeretével kezdenek. Békés kereskedők, akik békében és szövetségesekkel körbevéve teljesednek ki.

Automaták: Öntudatra ébredt robotok, akik hatékonyabb iparral rendelkeznek, sűrűbben lakhatják a bolygóikat és kevésbé lázadnak a rossz körülmények következtében.

Sóvárgók (Cravers): Kiborg rovarok, akik csak lelakni képesek a bolygókat, amelyeket megszálltak. A bolygókat kizsákmányolják, ami eleinte előnyt jelent, de később visszaüt. A kaptármentalitásuknak köszönhetően többen népesíthetik be a bolygókat és nagyobb hajóflottákkal járják a galaxist. Állandó háborúban vannak mindenkivel.

Harmónia: Kristály alapú létformák, akik a Por eltüntetésén fáradoznak. Nem használnak és nincs is szükségük Porra. A Por jelenléte hátrány számukra, ha sikeresen eltüntetik rendszereikből, akkor termelésbónuszt kapnak.

Hissho: Madárszerű űrlények, akik kiváló pilóták, de nem túl jó tudósok. Inkább harcolnak, mint békében élnek.

Horatio: Horatio egy ember trilliomos volt, aki szerint a világot az ő tökéletes személyével kell benépesíteni. A Horatio társadalomban mindenki Horatio valamilyen klónja, s a klónozás a fő előnyük. Gyorsan képesek benépesíteni rendszereket. Mivel mindenben a szépséget keresik, hajóikat lassan építik.

Zarándokok: Misztikusok, tudósok és felfedezők. Az Egyesült Birodalomból elmenekült emberek jó felfedezők és diplomaták.

Sheredyn: Az Egyesült Birodalom testőrei. Hadiflottájuk külön frakciónak számít a Birodalmon belül. Kiváló katonák, akik a végtelenségig becsületesek.
Sophons: Intellektuális űrlények, akik a kíváncsiságuknak élnek. Nagyon jó tudósok, de pocsék harcosok.

Vetők: Az Endless által teremtett robotok, akiknek egyetlen feladatuk, hogy minél több bolygót készítsenek el mestereiknek (akkor is, ha azok sohasem jönnek vissza). Nagyon fejlett iparuk van és gyorsan képesek építeni, sőt bármilyen bolygót képesek kolonizálni. Viszont nem túl jó tudósok és lassúak az űrhajóik.

Egyesült Birodalom: Az emberek birodalma. Jobb a Por-termelésük és jó harcosok.

Vaulters: Ember felfedezők és tudósok, az előbbiben jobbak.

### Győzelmi feltételek
Az a játékos nyer, aki a több győzelmi feltétel közül egyet e legelőbb teljesít. A 4X játékokban megszokott módon több út is vezethet a győzelemig:
- Terjeszkedés: Az első játékos, aki kolonizálja a világegyetem legalább 75%-át nyer.
- Tudományos: Az első játékos, aki az alkalmazott tudományos technológiai sor legutolsó tagják a "Pángalaktikus társadalmat" kifejleszti nyer. Ennek a tudományos vonalnak a végigfejlesztése nehéz, s a többi vonal befejezése megkönnyíti a kifejlesztését.
- Gazdasági: Az első játékos, aki egy meghatározott mennyiségű kumulált Por bevételt elér nyer. Nem az aktuális Por mennyisége, hanem a játék alatt megtermelt Por számít, tehát elkölthető.
- Diplomáciai: Amennyiben elég sokáig képes vagy elkerülni a háborút, úgy bölcsességednek és integritásodnak köszönhetően nyerhetsz.
- Hegemónia: Az első játékos, aki elfoglalja minden más játékos kezdő bolygóját nyer.
- Csoda: Az első játékos, aki felépít öt "Endless csodát" nyer.
- Pontozásos: Amennyiben van körkolát, amely elérésekor még egyetlen játékos sem teljesítette az előbbi győzelmi feltételeik egyikét sem, akkor a legtöbb ponttal rendelkező játékos nyer.

### Hősök
A hősök azok a különleges személyek, akik képesek a Por irányítására. Ez emberfeletti képességekkel ruházza fel őket, amelyet rendszerek menedzselésében vagy űrflották irányításában kamatoztathatják. Minden hős két kaszttal rendelkezik az adminisztrátor, vállaltvezető, kalandozó, pilóta és parancsnok közül.

A hősöknek öt tulajdonsága van, amelyekben különböző értékeik vannak. A tulajdonságok munka (+2%/pont élelem és ipar), furfang (+2%/pont Por és tudomány), közelharc (bónuszok az invázióhoz és annak kivédésére), támadás (bónuszok a flotta támadásához) és védekezés (bónuszok a flotta védekezéséhez).
A hősök minden körben tapasztalati pontot kapnak, illetve az űrcsatákért is jár tapasztalati pont. A tapasztalati pontjaik alapján szintet lépnek. Minden szinten egy új képességet tanulhatnak meg. A választható képességek függenek a hős kasztjától és a már meglevő képességeiktől. A minden kaszt számára elérhető képességek a tulajdonságokat növelik.

A birodalmak először legfeljebb három hőst bérelhetnek fel, ami igen magas szintű technológiákkal növelhető. A hősök felbérlése és tartása is Port igényel, illetve egyes képességeik alkalmazása is Porba kerül.

Adminisztrátor: A képességek a rendszer étel és ipari termelést növelik, valamint a rendszer védelmét erősítik.

Vállaltvezető: Képességeik a kereskedelmi utak termelését és számát, a tudományos haladást illetve a Por termelést növelik.

Kalandozó: A képességek új csataakció kártyákat adnak és növelik a hős támadás és védekezés tulajdonságát, valamint, hogy milyen messze érzékelik az ellenséges űrhajókat.

Pilóta: A képességek új csataakció kártyákat adnak és növelik a hős támadás és védekezés tulajdonságát.

Parancsnok: A képességek új csataakció kártyákat adnak, növelik a flották sebességét és a hős támadás és védekezés tulajdonságát.

### Bolygótípusok
A kolonizálható égitestek az élhetőség szempontjából öt (I-V) és méretük alapján is öt (apró-kicsi-közepes-nagy-hatalmas) sorolhatók kategóriába. Az I-es típusú bolygók (óceán, földi és dzsungel) a legélhetőbbek. Nagy populációt képesek eltartani és rajtuk sok élelem termelhető. A II-es típusú bolygókon való megtelepedéshez már szükséges lehet technológiai fejlődésre (egyes frakcióknak alapból meglehet ez a fejlesztés). A tundra és száraz bolygókon kevesebb élelem termelhető, de nagyobb ipart és Portermelést tesznek lehetővé. A III-as bolygók (sivatag és sarkvidéki) élelemtermelése még szerényebb, de az ipari termelés lehetősége jobb. A IV-es és V-ös kategóriába eső bolygókon alapesetben nem lehet élelemtermelés. A kopár bolygókon a tudományos fejlődés, míg a láva bolygók az ipari termelés magas. Az V-ös kategóriába a gázóriások és az aszteroidaövek tartoznak. Az aszteroida övekből megfelelő fejlesztésekkel igen jelentős tudományos és gazdasági kitermelés érhető el, valamint a rendszer védelmébe is részt vehetnek. A gázóriások (metán, hidrogén, hélium) egy-egy területen (ipar, Por vagy tudomány) kivételesen magas termelést tesznek lehetővé, de a többi nyersanyagból nem vagy csak alig termelnek valamit.

A megfelelő kolonizációs technikákkal a bolygótípusok – az aszteroida kivételével – egymásba átalakíthatóak.

A bolygóknak lehetnek holdjaik. Ezeket felfedezve találhatunk rajtuk az Endless által hátrahagyott templomokat, illetve épületekkel a holdak is fejleszthetőek.

A bolygók sokszínűségét a rajtuk található anomáliák is növelik. Az anomáliák lehetnek pozitívak és negatívak. A negatívakat megfelelő technológia birtokában megszüntethetjük. Anomáliák véletlen események következményeként is megjelenhetnek a bolygókon.

### Űrcsaták
Az űrcsaták kő-papír-olló szituáció alapján működnek. A hosszú, közepes és közelharci táv mindegyikében egy-egy csataakció kártyát választhatnak a harcoló felek. Minden kártya egy másik kártya hatását megszünteti, s az ő hatását is megszünteti valamilyen kártya. A csataakció aró bónuszokat adnak a saját flotta tulajdonságaihoz vagy büntetést az ellenséges flotta valamely tulajdonságához. Az űrcsata kimenetele az űrhajók tulajdonságaitól és az egész flotta összetételétől függ. A csatákat kameranézetből is végigélvezhetjük, de ilyenkor már a csaták alakulásába nem szólhatunk bele.

## Fogadtatás
| Összegzőoldal | Értékelés |
| ------------- | --------- |
| GameRankings  | 80%       |
| Metacritic    | 77/100    |

| Szerző        | Értékelés |
| ------------- | --------- |
| Eurogamer     | 7/10      |
| GameSpot      | 8/10      |
| GameSpy       | 3,5/5     |
| IGN           | 8/10      |
| PC Gamer (UK) | 82/100    |

Az Endless Space-t alapvetően pozitívan fogadták a kritikusok. A Metacriticen 77/100 aggregált ponton ért el. A kritikusok egységesen kiemelték, hogy a játék kihívás, az AI jó és az egyedikre szabás következtében az újrajátszhatósága kiváló. A kezelői felület letisztultságát többen említik együtt azzal, hogy szinte minden részletet megmagyaráznak a felbukkanó magyarázó ablakok. A legtöbb kritika az űrcsata unalmasságát emeli ki. A kifejleszthető technikák fura elnevezései és a fejlesztés ablakban olvasható kevés információt is kritika érte. Az IGN kritizálta a zenéjének egyszerűségét. A GameSpy hiányosságként még az univerzum személytelenségét emeli ki.

## Kiegészítések
- The Rise of the Automatons: A játék első, ingyenes, kiegészítője 2012. október 26-án jelent meg. A közösség által megszavazott új frakció az Automaták jelentek meg vele. Továbbá a kereskedelmi útvonalak és a rendszerek menedzselésének rendszere változott. A hősrendszert, a diplomáciát és az AI-t is javították/fejlesztették.
- Happy Halloween: A 2012. október 30-án kiadott mini kiegészítő egy új Automata hőst és egy Halloween tematikájú anomáliát tartalmaz.
- Echoes of the Endless: A játék második, ingyenes, kiegészítője 2012. december 1-én jelent meg. Bevezették a felfedezés eseményeket, amelyek az adott rendszert elsőként felfedező frakciónak ad apró bónuszt. Új, interaktív véletlen eseményeket kerültek a játékba. Továbbá új természeti és 'endless' csodák kerültek bevezetésre, az utóbbiak aktiválhatók is. Pár új hős, némi diplomáciai és AI finomítás mellett a galaxis megjelenését dobták fel fekete lyukak, pulzárok és üstökösök hozzáadásával.
- Lights of Polaris: A harmadik, 2012. december 19-én megjelent kiegészítő karácsonyi ihletésű természeti csodát ad a játékhoz és egy új hőst. Új Steam Achievements-ek is kapott a játék.
- Virtual Awakening: A 2013. március 11-én kiadott negyedik kiegészítő négy új hőst, egy technológiát, két épületeket, két felfedezési és négy véletlenszerű eseményt és három ús anomáliát ad a játékhoz. Bevezetik a győzelem közelségére utaló figyelmeztetéseket és lehetőség van az értelmetlen fejlesztések automatikus lerombolására.
- Disharmony: Az egyetlen fizetős DLC 2013. június 26-án[13] jelent meg. A kiegészítőben van egy új frakció a Harmónia, amely ásványi alapú létformának egyetlen célja a Por eltüntetése a Galaxisból. Továbbá újabb hajótípusokat és hajó kiegészítőket valamint 4 új hős is helyet kapott a kiegészítőben. Az űrcsata és az inváziós mechanizmus átalakítását követően harci alakzatok, űrvadász és bombázó rajok jelentek meg a játékban. A hajótervezési ablak teljesen átalakult.
- The Search for Auriga:[14] A 2013. november 14-én kiadott ingyenes kiegészítő 2 új hőst, egy új csodát és egy egyedi bolygórendszert ad a játékhoz pár javítás mellett.
- Chronicles of the Lost:[15] A hetedig ingyenes kiegészítő 2014. november 26-án jelent meg. Új felfedezési és véletlen események mellett főleg hibajavításokat tartalmaz.